# Joaquín Blume
Pour les articles homonymes, voir Blume.
Joaquín Blume Carreras (21 juin 1933 – 29 avril 1959) était un gymnaste espagnol. Il est mort dans un accident d'avion. Le Memorial Joaquín Blume a été instauré en son honneur.

## Palmarès

### Championnats d'Europe
- Paris 1957
  -  médaille d'or au concours général individuel
  -  médaille d'or au cheval d'arçons
  -  médaille d'or aux anneaux
  -  médaille d'or aux barres parallèles
  -  médaille d'argent au barre fixe